# Велики народни збор у Ракелићима
Збор у Ракелићима се одржава 27. и 28. августа сваке године код Цркве брвнаре у Ракелићима. Празнује се православни празник Велика Госпојина. Упоредно са збором популарно је и камповање, па многи постављају своје шаторе на великој порти испред цркве. На збору сваке године гостују и многе изворне ојкачке и крајишке групе.